# جيرسون دوس سانتوس
جيرسون دوس سانتوس هو لاعب كرة قدم برازيلي في مركز الوسط، ولد في 15 يونيو 1982 في ساو باولو في البرازيل. لعب مع ريتشموند كيكرز.